# Issogne
Issogne (arpità Issogne) és un municipi italià, situat a la regió de Vall d'Aosta. L'any 2007 tenia 1.388 habitants. Limita amb els municipis d'Arnad, Champdepraz, Champorcher, Pontboset i Verrès.

## Administració

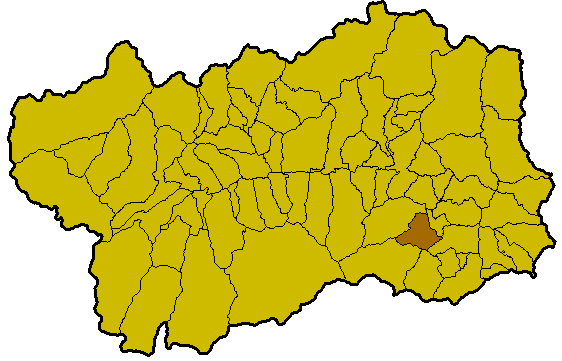
Situació d'Issogne a la Vall

| Període | Identitat                | Partit        |
| ------- | ------------------------ | ------------- |
| 2005-   | Luciano Giovanni Morelli | Llista cívica |